# BaltNet
BaltNet (Baltic Air Surveillance Network) ist das radargestützte militärische Luftraumüberwachungssystem der Luftstreitkräfte von Estland, Lettland und Litauen.

## Geschichte
BaltNet besteht seit dem Jahr 2000, nachdem sich bereits 1994 die baltischen Staaten grundsätzlich darauf geeinigt und 1998 ein entsprechendes Abkommen unterzeichnet hatten. Das Programm ist, seit der NATO-Mitgliedschaft der baltischen Staaten, in die Luftraumüberwachung des nordatlantischen Bündnisses integriert.

## Organisation
Das BALTNET ist Teil des integrierten Luftabwehrsystems der NATO. Die Zentrale des BaltNet, das Regional Airspace Surveillance Coordination Centre (RASCC), befand sich lange Zeit in Karmėlava bei Kaunas. Im Jahr 2018 beschlossen die baltischen Staaten, jeweils eigene, nationale Kontrollzentren aufzubauen. Dies wurde zu Beginn des Jahres 2020 umgesetzt. Die drei Einrichtungen sind in der Lage, sowohl den nationalen Luftraum als auch den der beiden Nachbarländer zu überwachen. Somit ist eine Rotation zwischen den drei Ländern sowohl grundsätzlich als auch in Krisensituationen möglich.
- Regional Airspace Surveillance Coordination Centre (RASCC), in Karmėlava
  - Control and Reporting Centre der Estnischen Luftstreitkräfte, Flughafen Ämari
    - Radarstation, in Levalõpme, mit GM 403
    - Radarstation, in Otepää, mit GM 403
    - Radarstation, in Kellavere, mit AN/TPS-77

  - Control and Reporting Centre der Lettischen Luftstreitkräfte, Lielvārde
    - 1. Radarposten, in Lielvārde, mit AN/TPS-77
    - 2. Radarposten, in Audriņi, mit AN/TPS-77
    - 3. Radarposten, in Čalas, mit AN/TPS-77

  - Control and Reporting Centre der Litauischen Luftstreitkräfte, in Karmėlava
    - Radarstation in Antaveršis
    - Radarstation in Degučiai
    - Radarstation in Ceikiškės

## Eingesetzte Technik

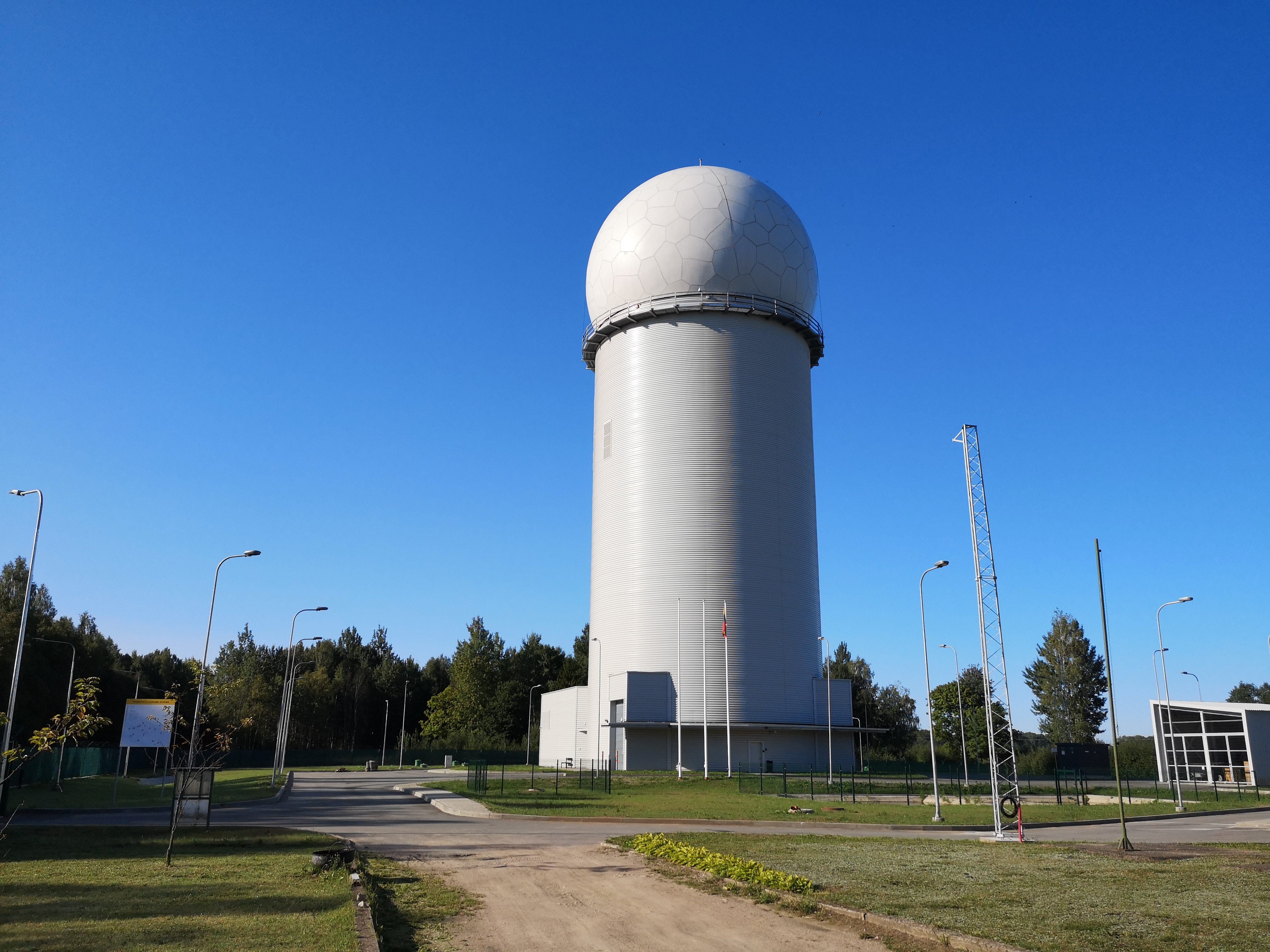
3D Langstrecken-Radarposten in Litauen von Indra Sistemas
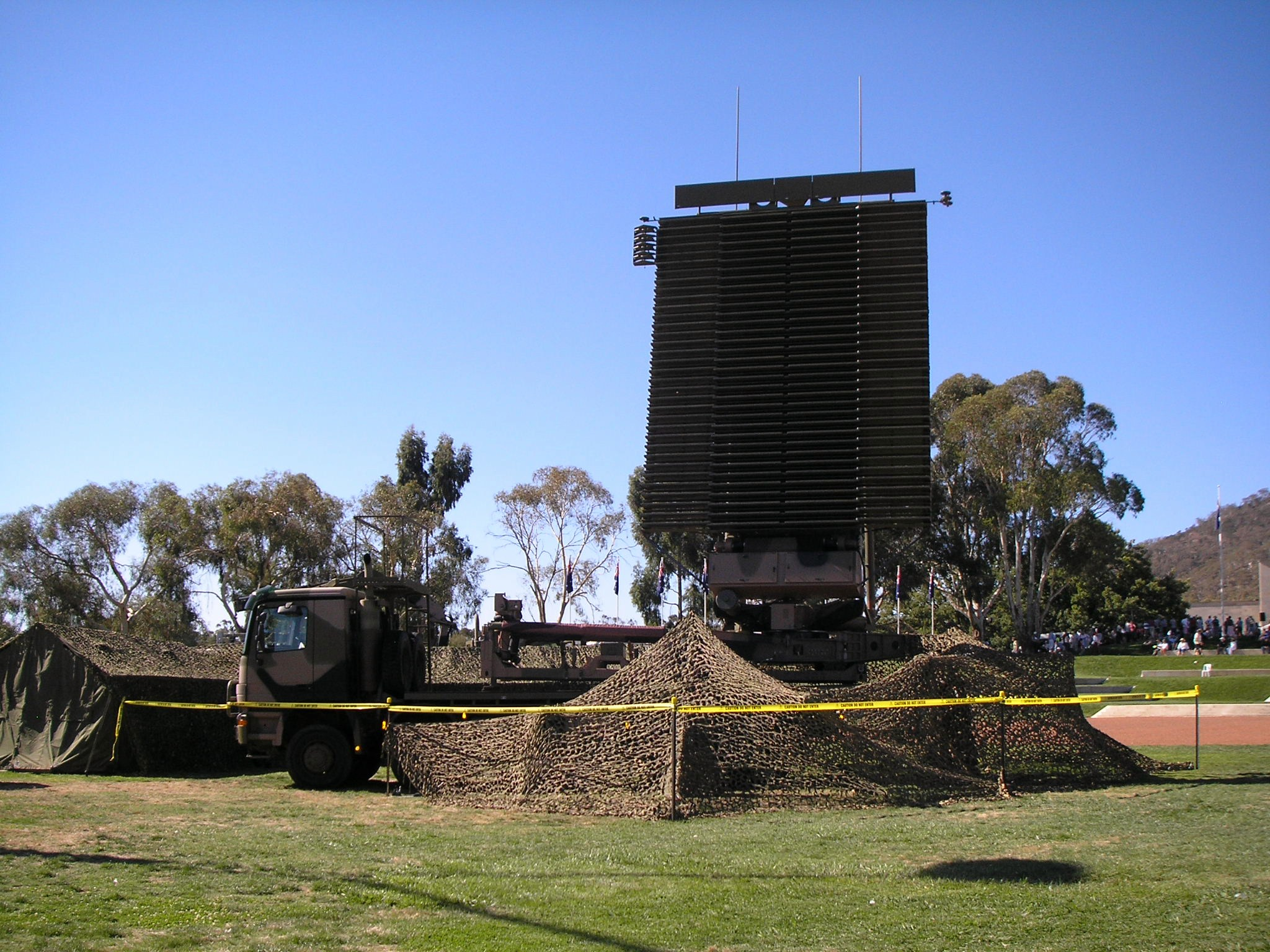
Radar AN/TPS-77 als mobile Einheit
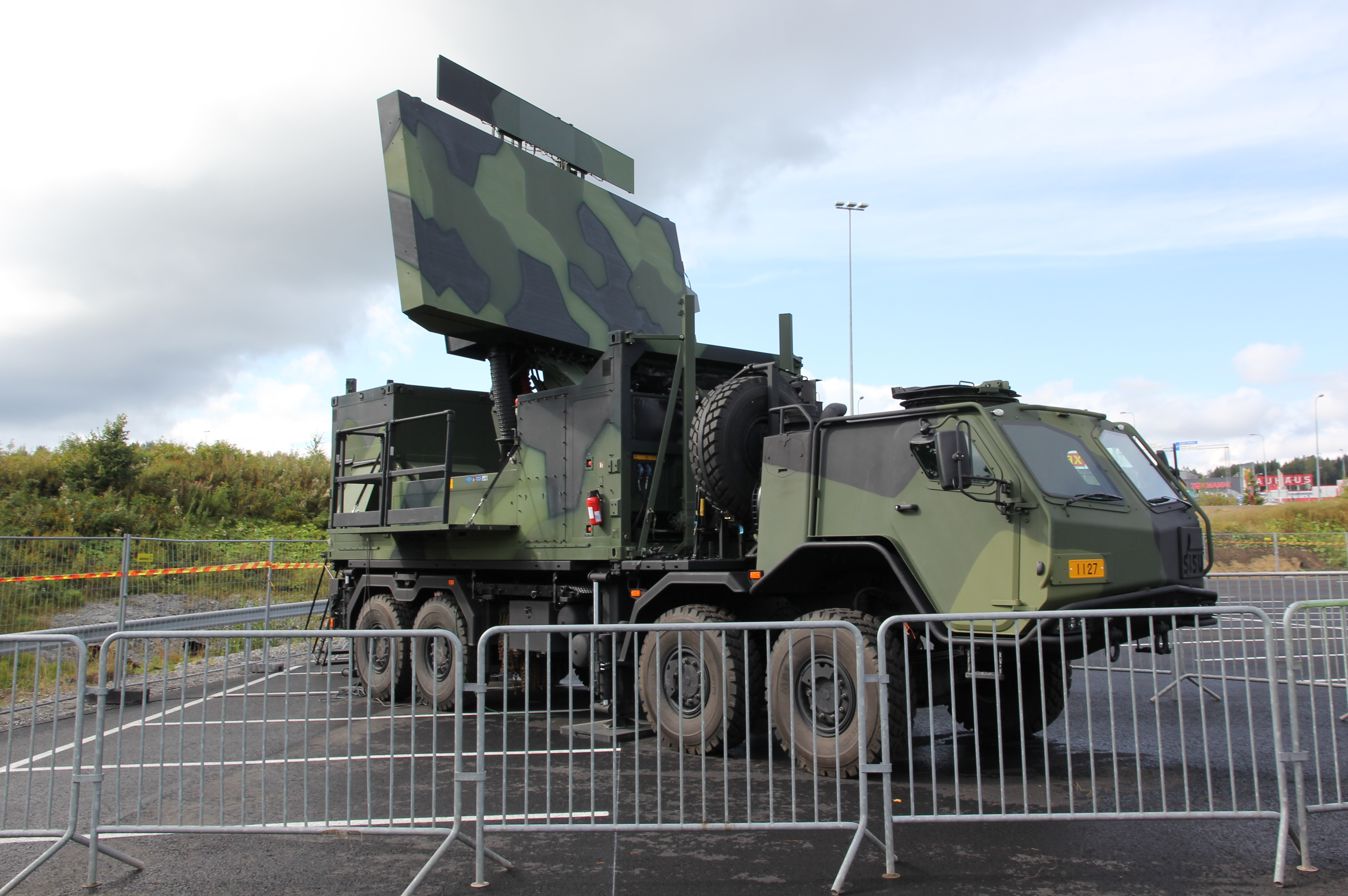
Ground Master 403 System